# Крашенинников, Евгений Алексеевич
Евге́ний Алексе́евич Крашени́нников (9 мая 1951, гор. Ярославль — 13 октября 2013, гор. Ярославль) — советский и российский учёный-правовед, специалист по гражданскому праву и процессу, кандидат юридических наук, доцент.

## Биография
Родился в 1951 году в городе Ярославле в семье рабочих. В 1968 году окончил среднюю школу № 40 г. Ярославля и поступил на учебу в Ярославский технологический институт на факультет промышленного и гражданского строительства, откуда ушел, проучившись два года. В 1970—1972 годах проходил действительную военную службу в рядах Советской армии в Красноярском крае. Во время службы работал оператором радиотехнических и телеметрических средств управления космическими объектами; готовился к поступлению на учебу в Московский государственный университет им. М. В. Ломоносова на философский факультет. В 1973 году поступил на учебу в Ярославский государственный университет на факультет истории и права, отказавшись по семейным обстоятельствам от запланированного поступления на учебу в МГУ. В 1978 году окончил университет и поступил на учебу в заочную аспирантуру Ярославского государственного университета по специальности «Гражданское право и процесс»; был зачислен в штат кафедры гражданского права и процесса на должность ассистента. В 1980 году в связи с неожиданной смертью научного руководителя перешел в заочную аспирантуру Ленинградского государственного университета им. А. А. Жданова; оставаясь ассистентом Ярославского государственного университета, начал читать в нем лекции по римскому частному праву, советскому гражданскому праву и другим предметам. После защиты в 1983 году кандидатской диссертации был переведен на должность старшего преподавателя (1986 г.), а затем — на должность доцента (1987 г.) кафедры гражданского права и процесса Ярославского государственного университета. В 1989 году получил ученое звание доцента по кафедре гражданского права и процесса .
Был женат, отец двоих детей.

## Научная деятельность
В 1978 году на кафедре гражданского права и процесса Ярославского государственного университета работал над кандидатской диссертацией по теме «Конституционное право граждан на судебную защиту» (научный руководитель — профессор П. Ф. Елисейкин ). В 1980 году в аспирантуре Ленинградского государственного университета им. А. А. Жданова приступил к написанию другой кандидатской диссертации по теме «Природа норм гражданского процессуального права» (научный руководитель — профессор Н. А. Чечина). В 1983 году окончил аспирантуру и 18 марта в Ленинградском университете защитил кандидатскую диссертацию по теме «Природа норм гражданского процессуального права». Защита прошла настолько блестяще, что члены совета обсуждали вопрос о присуждении Евгению Алексеевичу ученой степени доктора юридических наук; однако этот вопрос так и не был вынесен на голосование.
С 1976 года работал над проблематикой защиты субъективных гражданских прав и интересов. Исследование этой проблематики стало одним из основных направлений творчества Евгения Алексеевича, оно должно было получить логическое завершение в подготовке им докторской диссертации и продолжалось вплоть до последнего дня его жизни.
В 1992 году вышла в свет первая монография Е. А. Крашенинникова «Составление векселя» (Ярославль). Эта книга совместно с его тезисами «Именные акции акционерных обществ» и «О бумагах на предъявителя» (в сб.: «Правовые проблемы экономической реформы: Тез. докл. обл. науч.-практ. конф., 18 дек. 1991 г.». Ярославль, 1991) положила начало Ярославской школе вексельного права и права ценных бумаг.
В 1993 году была издана монография «Регламентация защиты гражданских прав в проекте Гражданского кодекса Российской Федерации» (Ярославль). В ней впервые уделено значительное внимание опыту зарубежных, прежде всего немецких, ученых-юристов и тем самым заложена основа оригинального стиля всего последующего творчества Евгения Алексеевича, а также творчества его учеников. В этом же году Евгений Алексеевич начал руководить подготовкой кандидатских диссертаций.
В 1994 году был опубликован первый выпуск ежегодника «Очерки по торговому праву», регулярно издававшегося под редакцией Е. А. Крашенинникова в течение последующих девятнадцати лет. Сборник занял особое место в его научной деятельности и стал «визитной карточкой» Ярославской цивилистической школы. На страницах «Очерков» Евгений Алексеевич впервые озвучивал новые решения спорных вопросов общей теории права, гражданского права, гражданского процесса, вексельного права и права ценных бумаг; здесь издавались статьи его учеников, а также приглашенных им авторитетных российских и зарубежных юристов, среди которых можно назвать В. А. Белова, П. А. Варула, М. В. Кротова, А. П. Сергеева.
Е. А. Крашенинников является автором более двухсот пятидесяти опубликованных работ. Основные его труды посвящены проблематике общей части гражданского права, ценным бумагам, общему учению об обязательствах и вопросам теории гражданского процесса. В их числе монографии, статьи в ведущих изданиях, а также главы учебника по гражданскому праву и комментария к Гражданскому кодексу Российской Федерации, изданных под редакцией А. П. Сергеева.
Евгений Алексеевич разработал теории структуры субъективного гражданского права (в частности права членства, права собственности, права требования); конституционного права граждан на судебную защиту как общеохранительного субъективного права; охранительных субъективных гражданских прав (охранительных прав на свое поведение и охранительных прав на чужое поведение); охраняемых законом интересов; предмета судебной защиты и предмета судебного осуществления в исковом производстве. Он ввел в понятийный аппарат цивилистики такие понятия, как субправомочие, квази-претерпевание и преобразовательное притязание. Эти и многие другие достижения Евгения Алексеевича составляют весьма значительный вклад в развитие науки гражданского права и процесса.
Научная деятельность Евгения Алексеевича нашла признание в нескольких сборниках статей, подготовленных его коллегами и учениками к его юбилеям: «Сборнике статей к 50-летию Е. А. Крашенинникова» (отв. ред. Н. А. Чечина — Ярославль, 2001); «Сборнике статей к 55-летию Е. А. Крашенинникова» (отв ред. П. А. Варул --Ярославль, 2006); «Сборнике научных статей в честь 60-летия Е. А. Крашенинникова» (отв. ред. П. А. Варул — Ярославль, 2011). Рецензируя сборник 2006 года, полномочный представитель Президента РФ в Конституционном Суде РФ Михаил Валентинович Кротов отметил несомненную заслугу юбиляра в создании современной Ярославской цивилистической школы «с характерным для нее глубоким сравнительным анализом германской и российской гражданско-правовой доктрины, а также непримиримой жесткостью дискуссии и умением отстаивать собственную позицию…». После смерти Евгения Алексеевича вышли в свет «Сборник научных статей памяти Е. А. Крашенинникова» (отв. ред. А. П. Сергеев — Ярославль, 2014), а также переиздание наиболее значимых его работ «Гражданское право и процесс. Избранные труды» (сост. и отв. ред. Ю. В. Байгушева — М., 2020).
Под руководством Е. А. Крашенинникова были подготовлены и успешно защищены семь кандидатских диссертаций: «Структура субъективного гражданского права» (А. В. Власова, 1998 г.); «Акцепт векселя» (В. В. Грачев, 2001 г.); «Ордерные ценные бумаги» (Е. Ю. Трегубенко, 2003 г.); «Правовая природа ценных бумаг» (В. Б. Чуваков, 2003 г.); «Банковская гарантия» (Ю. В. Байгушева, 2008); «Договор уступки требования» (А. В. Вошатко, 2009); «Оговорка о сохранении права собственности за продавцом» (Ю. Н. Алферова, 2016 г.). С 2007 по 2013 год осуществлял фактическое научное консультирование при подготовке докторской диссертации по теме «Представительство по российскому гражданскому праву (к разработке отечественной доктрины с учетом опыта западноевропейской цивилистики)» (Ю. В. Байгушева).

## Основные труды
- Природа норм гражданского процессуального права: Дис. … канд. юрид. наук. Л., 1983. 204 с.
- Регламентация защиты гражданских прав в проекте Гражданского кодекса РФ. Ярославль, 1993. 32 с.
- К теории права на иск. Ярославль, 1995. 76 с.
- Ценные бумаги на предъявителя. Ярославль, 1995. 95 с.
- Понятие и предмет исковой давности. Ярославль, 1997. 86 с.
- Основные вопросы уступки требования // Очерки по торговому праву. Ярославль, 1999. Вып. 6. С. 3 — 32.
- Условие в сделке: понятие, виды, допустимость // Очерки по торговому праву. Ярославль, 2001. Вып. 8. С. 3 — 17.
- Распорядительные сделки // Сборник статей памяти М. М. Агаркова. Ярославль, 2007. С. 22 — 32.
- Ценные бумаги (гл. 12) // Гражданское право / Под ред. А. П. Сергеева. М., 2008. Т. 1. С. 394—410.
- Юридико-фактические основания возникновения, изменения и прекращения гражданских прав и обязанностей (§ 1 гл. 14) // Гражданское право / Под ред. А. П. Сергеева. М., 2008. Т. 1. С. 433—437.
- Понятие и основные виды сделок (§ 2 гл. 14) // Гражданское право / Под ред. А. П. Сергеева. М., 2008. Т. 1. С. 437—445.
- Условные сделки (§ 5 гл. 14) // Гражданское право / Под ред. А. П. Сергеева. М., 2008. Т. 1. С. 500—517.
- Удержание (§ 4 гл. 29) // Гражданское право / Под ред. А. П. Сергеева. М., 2008. Т. 1. С. 917—920.
- Дарение (гл. 33) // Гражданское право / Под ред. А. П. Сергеева. М., 2009. Т. 2. С. 139—149.
- Вексель (§ 8 гл. 42) // Гражданское право / Под ред. А. П. Сергеева. М., 2009. Т. 2. С. 648—654.
- Обязательства из неосновательного обогащения (гл. 54) // Гражданское право / Под ред. А. П. Сергеева. М., 2009. Т. 3. С. 84 — 98.
- Ценные бумаги (гл. 7) // Комментарий к Гражданскому кодексу Российской Федерации. Часть первая: учеб.-практ. комментарий / Под ред. А. П. Сергеева. М., 2010. С. 389—403.
- Удержание (§ 4 гл. 23) // Комментарий к Гражданскому кодексу Российской Федерации. Часть первая: учеб.-практ. комментарий / Под ред. А. П. Сергеева. М., 2010. С. 762—764.
- Дарение (гл. 32) // Комментарий к Гражданскому кодексу Российской Федерации. Часть вторая: учеб.-практ. комментарий / Под ред. А. П. Сергеева. М., 2010. С. 173—188.
- Обязательства вследствие неосновательного обогащения (гл. 60) // Комментарий к Гражданскому кодексу Российской Федерации. Часть вторая: учеб.-практ. комментарий / Под ред. А. П. Сергеева. М., 2010. С. 948—960.